# Ministrowie przemysłu, energii i turystyki Islandii
Ministrowie przemysłu, energii i turystyki Islandii od 1963 roku.
- Jóhann Hafstein 1963–1971
- Magnús Kjartansson 1971–1974
- Gunnar Thoroddsen 1974–1978
- Hjörleifur Guttormsson 1978–1979
- Bragi Sigurjónsson 1979–1980
- Hjörleifur Guttormsson 1980–1983
- Sverrir Hermannsson 1983–1985
- Albert Guðmundsson 1985–1987
- Þorsteinn Pálsson 1987–1987
- Friðrik Sophusson 1987–1988
- Jón Sigurðsson 1988–1993
- Sighvatur Björgvinsson 1993–1995
- Finnur Ingólfsson 1995–1999
- Valgerður Sverrisdóttir 1999–2006
- Jón Sigurðsson 2006–2007
- Össur Skarphéðinsson 2007–2009
- Katrín Júlíusdóttir 2009–2013
- Ragnheiður Elín Árnadóttir 2013–d.d.